# Green Green
«Green Green» (яп. グリーングリーン) — 13-серійний аніме-серіал, екранна адаптація однойменної хентайної відеогри. Жанр — комедія, еччі, романтика, школа (13 серія — хентай). Аніме створене студією Studio Matrix. Показ аніме відбувся на каналах TV Saitama і TVK.
Компанія Media Blasters ліцензувала "Зелений Грін" для розповсюдження в Північній Америці, і перший том вийшов 16 травня 2006 року. Відтоді вони випустили 12 телевізійних епізодів на трьох DVD, спочатку окремо протягом 2006 року, а потім у двох різних бюджетних колекціях у 2007 році (оригінальні окремі томи в коробці) і 2009 році (три диски в одному футлярі "Litebox"). Прем'єра серіалу на американському телебаченні відбулася в січні 2016 року на каналі Toku.

## Сюжет
Сюжет розвивається в сільській японській місцевості, в ізольованій чоловічій школі-інтернаті Kanenone Gakuen (у перекладі з японської яп. 鐘ノ音学園 — «Звук академічного дзвону» або «Звук дзвону академії»; скор. «Дзвін», «Каненон»; англ. Sound of the Bell Academy). Жінки і дівчата відсутні на багато миль навколо, тому школа рекламує себе як «останній рай для чоловіків на Землі». Дирекція Kanenone Gakuen почала переговори з керівництвами інших шкіл про злиття з нею всіх дівчат цієї сільської місцевості в надії, щоб пізніше ввести спільне навчання для всіх учнів незалежно від статі. В результаті — компроміс досягнутий, дві школи-претендентки обрані. Їх керівництва вирішили провести експеримент: дівчат з жіночої школи перевезти автобусом до Каненону, де вони залишаться на спільне навчання з хлопцями на один місяць, щоб подивитися, як вони уживуться разом. Зустріти групу дівчат доручають Юсуке Такасакі — старості школи «Звук академічного дзвону» — котрий товаришує з трьома збоченими сусідами по кімнаті — Хікару Ічібан-Боші (самопроголошений дамський угодник), Тайзо Тендзін (ніжний гігант і любитель рису) і Баччі-гу (товстий балагур), що утворюють Бака-Тріо (кумедна група, що завжди стоїть у центрі всіх курйозів). Коли приїжджає автобус, в обійми Юсуке стрибає незнайома йому дівчина на ім'я Мідорі Чітосе. Пізніше виявляється, що вона є мандрівницею у часі, яка вирішила відшукати своє кохання у минулому житті. На її шляху стає агентка-спостерігачка у часі — Рейко Морімура. Пізніше утворюється «любовний трикутник» — Юсуке-Мідорі-Футаба.
Всім відомо, що літо — не найкраща пора для занять. А ось для пригод, першого кохання та справжньої дружби ці спекотні дні — ідеальний час. Цей місяць принесе головним героям немало дивовижних, а деколи і фантастичних сюрпризів. Але найголовніше — їм належить дізнатися, що таке справжні почуття.

## Персонажі

### Хлопці
- Юсуке Такасакі (яп. 高崎 祐介)

Сейю: Кен Такеучі (японська), Брайс Папенбрук (англійська)
Головний чоловічий персонаж аніме. Староста. Найвідповідальніший хлопець у школі. Саме йому доручили зустріти групу дівчат. Дружить з Бака-Тріо, проте не розділяє їх інтересів. Неодноразово потрапляє в дурні ситуації через божевільні витівки своїх друзів. Господарський, уважний. Користується великою популярністю серед дівчат, чим викликає невдоволення у своїх друзів. Є об'єктом уваги Мідорі, Футаби і Санае: Мідорі — тому що він є реінкарнацією її коханого з минулого життя; Футаби — за те, що неодноразово захищав її гідність і честь; Санае — бо допоміг їй у складній ситуації. Юсуке нічого не пам'ятає про своє минуле життя, тому спочатку негативно реагує на появу Мідорі та її залицяння, проте з розвитком сюжету його думка про неї змінюється час від часу. Після зникнення Мідорі в нього складаються стосунки з Футабою Кутцукі (вони стають офіційною парою в тринадцятому епізоді).
- Тадатомо Юджін (яп. 伊集院 忠知), псевдонім — Баччі-гу (яп. バッチグー)

Сейю: Кадзунарі Танака (японська), Пітер Дойл (англійська)
Головний збочинець у серіалі. Цей вигадник дуже кмітливий на цю тематику, за що часто і потрапляє в халепи. Лідер Бака-тріо — трьох друзів Такасакі, що регулярно набридають дівчатам. Баччі-гу страждає від надмірної ваги, носить окуляри, не має ні краплини совісті. Баччі-гу є центральним персонажем цілого ряду курйозів і чоловічим талісманом «Green Green». У другій серії вирішив зустріти дівчат з гроном бананів замість трусів і вигадав дурну анкету з вульгарними запитаннями. В епізоді № 9 пересікається з ведмедем з минулих серій, який потім ґвалтує його.
- Хікару Ічібан-Боші (яп. 一番星光)

Сейю: Джин Домоні (японська), Ездра Вайс (англійська)
Буквально перекладається англійською як «яскрава зірка номер один». Товариш Юсуке, любить загравати з дівчатами (особливо з Футабою) і прочитав заради цього безліч книг (найулюбленіша — «Як завоювати серце дівчини») на тему стосунків чоловіків і жінок. Навчається в 11 класі. Найнатренованіший у спілкуванні з дівчатами, але часто потрапляє в халепу через свою наполегливість і робить з себе дурня. Хікару вважає себе ввічливою людиною в спілкуванні з жінками. Він — найменш збочений з Бака-Тріо.
- Тайзо Тендзін (яп. 天神 泰三)

Сейю: Кендзі Хамада (японська), Нейл Каплан (англійська)
Чи не найдивніший хлопчачий персонаж. Постійний любитель і поїдач рису. Симпатизує Санае, до якої має фетиш-пристрасть, і мріє, щоб спочатку дівчина вважала його старшим братом, а потім спала поряд з ним. Не може їсти рис без того, щоб не нюхати дівчат у той же час («гра слів», жарт з посиланням на слово-омонім okazu, що означає «їжа» і «порно» в перекладі з японської). Молодший вигляд Санае привертає його увагу, але дівчина не хоче мати нічого спільного з Тендзіном.

### Дівчата
- Мідорі Чітосе (яп. 千歳 みどり)

Сейю: Сара Накаяма (японська), Сінді Робінсон (англійська)
Головна жіноча персонажка аніме, мандрівниця в часі, яка прибула з іншої епохи. Прізвище Мідорі в перекладі означає «зелень», що можливо є натяком на назву серіалу «Green Green». Дуже весела та безтурботна дівчина. До краю закохана в Юсуке і постійно намагається привернути його увагу всілякими способами. Згідно з даними журналу експерименту, народилася в 3003 р. (можливо, це й так; в аніме дата була визнана помилковою в результаті помарки). На початку кожної серії Мідорі розповідає історію про двох закоханих, що не могли бути разом і тому пообіцяли одне одному зустрітися в наступних життях. Мається на увазі, що дівчиною була Мідорі, а хлопцем — Юсуке. Володіє певним даром зцілення, що показаний в п'ятій і дванадцятій серіях. Дуже вірна Юсуке, що супроводжується курйозними епізодами. Вона також однією з перших помічає інтерес Футаби до Юсуке.
- Футаба Кутцукі (яп. 朽木 双葉)

Герої аніме

Сейю: Еріко Фудзімакі (японська), Крістен Резерфорд (англійська)
Симпатична, серйозна і трохи похмура дівчина, яка вміє себе захистити, відпочатку вважала приїзд до школи поганою ідеєю. Постійно ігнорує спроби хлопців з нею познайомитися, іноді в досить різкій формі (особливо це стосується Хікару Ічібан-Боші). Терпіти не може друзів Юсуке, і, не вагаючись, вдається до фізичного насильства проти них як покарання за їх проступки, але змінює свою думку про останнього вже з другої серії. Володіє даром бачити привидів і різні паранормальні речі. Футаба грає роль жорсткої дівчини, що ненавидить хлопчаків Каненону і захищає дівчат від їх зазіхань. Проте починаючи з другого епізоду вона повільно закохується в Юсуке: акт доброти хлопця, що повторюється у наступних серіях для захисту її скромності й честі, зароджує в ній світлі почуття. Юсуке і Футаба стають офіційною парою в тринадцятому епізоді. Футаба має молодшу сестру — Вакабу. Вона також є головною героїнею у другій надалі відеогрі «Green Green 3».
- Рейка Морімура (яп. 森村 麗花)

Сейю: Кана Уеда (японська), Александра Герштейн (англійська)
Агентка-спостерігачка із майбутнього (з XXXI століття) і Посланець Долі, яка з самого початку попереджала Мідорі про небезпеку її прибуття в минуле. Дивацтва в поведінці Рейко час від часу помічали Футаба і Вакаба. Протягом усього серіалу Морімура будує каверзи щодо стосунків Юсуке і Мідорі. Від початку знає, що майбутнє Такасакі пов'яже з Футабою. Її ім'я з японської означає «прекрасна квітка». На відміну від інших персонажів, Рейка відсутня в відеогрі «Green Green». Вона була створена як нова персонажка для телевізійного серіалу.
- Вакаба Кутцукі (яп. 朽木 若葉)

Сейю: Юкіко Маннака (японська), Філлс Семплер (англійська)
Молодша сестра Футаби, дівчина з жіночої групи. Вона показує глибоку повагу до Футаби, посилаючись на неї як на Onee-sama («Заслужена старша сестра»). Вакаба майже завжди тягає з собою горщик з кактусом, якого назвала Тогемура (буквально «шип селі»). Як і деякі втаємничені любителі рослин, Вакаба розмовляє з Тогемурою так, ніби це людина. Незвичним за сюжетом є й той факт, що Тогемура теж має можливість спілкуватися з Вакабою. Вакаба також використовує Тогемуру як ворожий пристрій і зброю, щоб захистити себе і своїх друзів у стилі дівчат-чарівниць. Першою помічає якісь відхилення у поведінці своєї сестри Футаби.
- Санае Мінамі (яп. 美南 早苗)

Сейю: Саорі Судзукі (японський), Сенді Фокс (англійська)

Кадри з першої серії — зустріч Юсуке та Мідорі

Подруга Вакаби. У неї слабке здоров'я, вона хворіє з дитинства. Приїхала в школу Каненону, бо тут чисте повітря. До неї липне Тендзін. Санае сором'язлива дівчина, яка приєднується до поїздки в Каненон, бо її лікарі вважають, що свіже повітря країни буде корисним для її здоров'я. Їй необхідно приймати ліки на регулярній основі, на чому зроблений акцент у кількох епізодах. Санае має зовні набагато молодший вигляд, ніж інші основні персонажки. Це привертає увагу Тендзіна, який має фетиш-пристрасть до типу відносин «братик-сестричка». Проте незвичайний ентузіазм Тендзіна тільки відлякує Санае від нього. Починаючи з п'ятого епізоду Санае розвиває почуття до Юсуке після того, як він допомагає їй у пошуку ліків.
- Аріза Гаруно (яп. 春乃 亜里紗)

Сейю: Норіко Йосітаке (японська), Марі Девон (англійська)
Романтична дівчина з жіночої групи, що прибула в школу, з якою пов'язано чимало курйозних епізодів у зв'язку з її непривабливою зовнішністю. Вона досить зухвала, в окулярах, з заплетеним волоссям і яскравими сексуальними фантазіями. Її очевидною роллю в аніме є надання комічного контрасту з боку дівчат. Хоча своєю фігурою Гаруно вдається привернути увагу Бака-Тріо, коли вони бачать її обличчя, будь-які збочені думки цієї трійки гаснуть.
- Чігуса Іно (яп. 飯野 千種)

Сейю: Маріко Судзукі (японська), Саманта Рейнольдс (англійська)
Чігуса — медсестра в школі-інтернаті для дівчат. Вона приїхала разом з ними як їх керівниця. Бака-Тріо, особливо Баччі-гу, зачаровані красою Чігуси і її грудьми п'ятого розміру. Хоча вона повинна тримати дівчат подалі від хлопців, Чігуса дуже спокійна і фактично заохочує дівчат фліртувати з ними.

## Аніме
Аніме створене студією Studio Matrix. Показ аніме відбувся на каналах TV Saitama і TVK. У Росії 12 серій телесеріалу ліцензовані компанією «MC Entertainment». Серіал транслювався на телеканалі «MTV Россия» в 2005 р.

### Список епізодів
| № | Назва                                                                                                 | Дата виходу     |
| --- | --- | --------------- |
| 1 | Серця тремтять глибоко в горах «Hearts Pounding Deep in the Mountains» (山奥でどっきどき)             | 13 липня 2003   |
| Група хлопців школи «Звук академічного дзвону» чекає приїзду дівчат, вдивляючись на дорогу в бінокль, які ось-ось мають приїхати на автобусі. Плани і очікування обох груп кардинально відрізняються — якщо хлопці сподіваються на плідну співпрацю у зв'язку зі своїми сексуальними фантазіями, то деякі дівчата явно не горять подібними знайомствами. Зустріти гостей доручають Юсуке Такасакі — найвідповідальнішому хлопцеві в школі. Прибуття дівчат ускладнюється якоюсь незнайомкою (Мідорі), яка прямо з салону автобуса стрибає в обійми Юсуке. Від зіткнення хлопець втрачає свідомість і опиняється в лазареті. Тим часом хлопці і дівчата починають знайомитися, що ускладнюється курйозними ситуаціями, а агентка-спостерігачка в часі Рейко попереджає Мідорі про небезпеку її прибуття в минуле. | |                 |
| 2 | Метушня «You Are Busted» (露天風呂ですってんころりん)                                                 | 20 липня 2003   |
| Мідорі продовжує спроби зближення з Юсуке, а божевільні витівки хлопців — поповнювати список курйозів. Основна кількість припадає на трійку друзів Юсуке — Хікару, Баччі-гу і Тендзіна. Серед них у другій серії — невдалі загравання з дівчатами і дурна анкета з відверто вульгарними питаннями. Спроба підглянути за дівчатами в сауні закінчується провалом. У результаті змагання чоловічий колектив програє право користуватися джерелом жіночому, а Футаба вперше звертає увагу на Юсуке в позитивному сенсі цих слів. | |                 |
| 3 | Загублена в лісі «Lost in the Forest» (森の中でどっこいしょ)                                          | 27 липня 2003   |
| Друзі Юсуке придумують нову забаву, намагаючись зробити відбиток грудей Футаби, знявши з неї верхній одяг за допомогою вудки. Їм це вдається, але вони негайно потрапляють у лазарет із побоями, нанесеними розсердженою дівчиною. Після цієї витівки Футаба йде зі школи в напрямку автобусної зупинки, але губиться в лісі. Пошукова група на чолі з Такасакі вирушає за нею і розділяється (друзі Юсуке попадають у чергову колотнечу). Тим часом Кутцукі падає з обриву і травмує ногу. Її знаходить Юсуке, який відносить дівчину на собі назад до школи, а її увага відтепер концентрується на ньому. | |                 |
| 4 | Хвилювання в жіночому гуртожитку «A Fall In The Nurse's Office» (保健室でばたんきゅー)                | 3 серпня 2003   |
| Футаба згадує події минулої ночі, коли вона загубилася в лісі, і сердиться на себе за те, що постійно думає про Юсуке. Рейко, тим часом, звертає увагу Мідорі на цю обставину, і остання починає відверто ревнувати Юсуке до Футаби. Внаслідок цього між Тітохой і Такасакі відбувається конфлікт. Друзі Юсуке вирішують проникнути вночі потай у жіночий гуртожиток; останній же грає відволікаючу роль. Однак «трійку шпигунів» все одно викривають — спочатку Тендзіна, а потім і Баччі-гу. Юсуке рятується від розгніваної Футаби, яка випадково виказала йому свої думки про нього, потрапляючи в кімнату Мідорі. Конфлікт між головними героями минає. | |                 |
| 5 | Миттєвий сон у медпункті «Instant Sleep in the Nurse's Office» (女子寮にてんてこまい)                 | 10 серпня 2003  |
| Дивну поведінку Футаби відзначає вже її молодша сестра Вакаба. Тривають невдалі спроби зближення Тендзіна з Санае. В центрі ж п'ятої серії опиняються відносини Санае з Юсуке, яка переймається симпатією до останнього. Санае втрачає коробочку з ліками. Юсуке здогадується, де знаходиться втрата, і таким чином допомагає дівчині. Рейко застає їх удвох, а Тендзін ревнує Санае. Тим часом Мідорі демонструє свій дар зцілення. Відносини між Мідорі і Юсуке стають більш дружніми. | |                 |
| 6 | Час у роздягальні, що випаровується «A Steamy Time in the P.E. Equipment Room» (体育倉庫であっちっち) | 17 серпня 2003  |
| Чігуса призначає Юсуке та Мідорі відповідальними за проведення майбутнього свята для хлопців і дівчат. Вони вирушають на пошуки місця проведення майбутнього заходу і фактично проводять разом весь день. Між ними відбувається короткий конфлікт, вони встигають промокнути під літнім дощем, прийняти разом ванну в гарячому джерелі і поговорити по душах. Рейко заманює трійку друзів Юсуке в кімнату і замикає їх там, де вони віддаються своїм еротичним фантазіям і галюцинаціям. Під кінець серії їх у такому стані і знаходить ошелешений один із вчителів. | |                 |
| 7 | Біля басейну промокнути до нитки «Splish-Splash by the Pool» (プールサイドでびっしょびしょ)           | 24 серпня 2003  |
| Біля басейну тривають невдалі спроби привернути до себе увагу (Мідорі — у Юсуке, Хікару — у Футаби, Баччі-гу — у Чігуси). Трійка друзів Юсуке знову потрапляє в халепу. Мідорі вирішує допомогти хлопцям у сердечних справах, втім, всі спроби провалилися через ідіотське виконання чоловічого колективу. Єдиний розвиток відносин відбувається у Юсуке-Футаби. | |                 |
| 8 | Безкоштовна ранкова ванна для всіх «Morning Bath Free-for-All» (朝風呂ですったもんだ)                 | 31 серпня 2003  |
| Перша половина серії ведеться від імені агента-спостерігача в часі Рейко. У звіті дівчина відзначає нав'язливі спроби зближення Мідорі з Юсуке, головні позитивні і негативні події у їхніх стосунках. Рейко також робить акцент на розвиток відносин Юсуке з Футабою, яка поступово переймається почуттями до Такасакі. У другій половині серії дівчата разом приймають сауну і обговорюють плюси і мінуси перебування дівчат у «Дзвоні». Паралельно розмові в серії вставляються флеш-форварди (уривки з попередніх серій). За дівчатами потайки спостерігають друзі Юсуке. | |                 |
| 9 | Випробування на хоробрість «Hightailing It out of the Test of Courage» (肝試しですたこらさっさ)       | 7 вересня 2003  |
| У школі відбувається випробування на хоробрість, частина шкільної програми, суть якої в тому, щоб пройти через ліс, що кишить примарами, до храму і повернутися назад. Учасники тягнуть жереб. У результаті утворюються такі пари: Юсуке — Футаба, Хікару — Санае, Тендзін — Вакаба, Баччі-гу — Мідорі. А Рейко грає роль примари. По суті, всі пари потрапляють у халепу: Баччі-гу перебріхує випробування своєю розповіддю на вульгарний лад, і Мідорі (з ревнощів до Футаби) кидає його, починаючи шукати Юсуке; Санае просто не розуміє бідолаху Хікару, який безрезультатно витрачає свої компліменти; Тендзін і Вакаба не знаходять спільної мови, а Рейко намагається за допомогою своїх вивертів зблизити Юсуке і Футабу, що їй вдається. Гаруно лякається примари і, схопивши свого кавалера, несеться назад на величезній швидкості, лякаючи всіх і зносячи все на своєму шляху. Баччі-гу потрапляє в лапи до ведмедя, а Рейко - до мавп. Розвиток відносин знову спостерігається тільки у Юсуке і Футаби. | |                 |
| 10 | Пандемоніум у бібліотеці «Pandemonium In the Library» (その境界線の上に立ち(シン・レッド・ライン))    | 14 вересня 2003 |
| Весь клас (особливо Мідорі) отримує незадовільні результати на тестах крім Рейко. Учитель призначає Мідорі і Юсуке додаткові заняття. В школі випадково поширюється чутка, що якщо на тестах хтось отримає результати вище середнього, то він може вимагати від своєї половинки будь-яку нагороду. Мідорі звертається за допомогою до Футаби. Дівчата з'ясовують одне у одного, що в них однакові почуття до Юсуке. Іспити клас написав практично так само. У бібліотеці Мідорі і Юсуке цілуються. Зрештою, юнак згадує про дану ним колись обіцянку обов'язково зустрітися з Мідорі. | |                 |
| 11 | Розбита доля «Overwhelmed by Destiny» (運命にふにゃふにゃ)                                            | 21 вересня 2003 |
| Бака-Тріо сумують про те, що місяць пролетів так швидко, і дівчатам скоро доведеться їхати додому. Вони вирішують влаштувати свято. Їх чергова спроба підглянути в сауні закінчується провалом. Тим часом Футаба почувається погано. У серії розкриваються раніше невідомі сюжетні деталі. Рейко Морімура - це Посланець Долі, головне завдання якої нагляд за визначеної людям долею. Дівчина розповідає, що в минулому Юсуке та Мідорі, щоб не робили, не могли бути разом, тому вони й пообіцяли один одному зустрітися, заново народившись, і покінчили життя самогубством. Переродження дійсно відбулося, тільки Мідорі народилася в тридцять першому сторіччі, а Юсуке — в двадцятому. В результаті Мідорі згадала події минулого життя і перемістилася в часі, щоб знайти Такасакі. Рейко вчергове заявляє, що їм не судилося бути разом. Юсуке і Футаба перетинаються в бібліотеці, між ними відбувається душевна розмова. Їх застає Мідорі. | |                 |
| 12 | Прощавай школа Kanenone Gakuen! «Farewell Kanenone Gakuen Academy» (鐘ノ音にサヨウナラ)               | 28 вересня 2003 |
| Юсуке відмовляється продовжувати відносини з Мідорі. У них відбувається сварка. Хлопці проводять прощальну церемонію з дівчатами, які повертаються до своєї рідної школи. Мідорі і Юсуке вирішують розставити всі крапки над «і» і усамітнюються. Розкриваються деталі появи Чітосе в цьому часі. В результаті дівчина тікає, а Юсуке кидається за нею навздогін. Такасакі серйозно травмується. Його доставляють у лазарет. На вулиці вирує негода, тому швидка допомога приїде не скоро. Існує ймовірність, що Юсуке може померти. Відбувається розв'язка подій. Мідорі використовує свій дар зцілення, своє життя, сили для відновлення його здоров'я і розкривається перед іншими як мандрівниця в часі. Юсуке видужав, але тепер може загинути Мідорі. Рейко відкриває портал в часі і забирає Чітосе в її рідну епоху (XXXI століття). Відбувається викривлення реальності — події розвивалися так, нібито Мідорі ніколи і не з'являлася, про неї ніхто не пам'ятає, а відносини між Юсуке і Футабою дають надію на продовження. Єдине, що залишилося в згадку про Мідорі, — це її фотографія з Юсуке, яка для всіх інших персонажів аніме вона — незнайома красива дівчина. | |                 |
| OVA | Еролюція «Erolutions»                                                                                 | 28 травня 2004  |
| Через півроку після подій дванадцятої серії. Рання весна. Чігуса, Футаба, Санае і Вакаба на автомобілі приїжджають до «Дзвону». Персонажі серіалу особливо не змінилися — Баччі-гу, Хікару і Тендзін зліпили на вулиці крижані статуї головних героїнь і все також віддаються своїм еротичним фантазіям — зміни торкнулися тільки Юсуке і Футаби. Судячи з сюжету, після подій дванадцятої серії ця пара підтримувала контакти. Про це свідчить отриманий і перехоплений Хікару лист від Футаби до Юсуке і натяки Чігуси про Такасакі під час розмови з Футабою на початку епізоду. Під час приїзду дівчат у школі запанував святковий настрій. Друзі Юсуке знову почали показувати вульгарні витівки, які закінчилися для них як завжди сумно. Трохи пізніше стає ясно, що Юсуке пам'ятає Мідорі. Після її повернення у рідну епоху її колишня кімната ніколи не використовувалася і була закрита, ніхто про неї не пам'ятає, хоча у Футаби виникають дивні відчуття якоїсь внутрішньої порожнечі. Юсуке і Футабі сняться сни про Мідорі, яка говорить про необхідність розкрити свої почуття одне одному. Такасакі і Кутцукі зустрічаються у дерева, де і перемістилася в рідну епоху Мідорі. Зустрічі хочуть перешкодити Баччі-гу, Хікару і Тендзін, але їх відволікають Санае і Вакаба. Юсуке і Футаба зізнаються одне одному в коханні, між ними відбувається поцілунок і сексуальний контакт. У кінці зустрічі всі збираються разом, щоб проводити дівчат. Група перетинається з Гаруною на велосипеді. Юсуке стає ніяково, оскільки вся розмова, як йому здається, нагадує йому про недавні події. Футаба звертається до нього в довірливо-іменній формі (особливості японської мови), чого ніколи собі не дозволяла. Друзі здогадуються що до чого. Футаба і Юсуке домовляються про те, що вони обов'язково зустрінуться в наступному семестрі. | |                 |

## Тематика

### Комедія

Кадр з аніме

Основною візитною карткою аніме-серіалу є комедійність упереміш із сексуальним підтекстом. Смішні ситуації, переважно, створюються за ініціативою Бака-Тріо й за участю інших персонажів. Факторами виникнення всього гумористичного фону можна назвати підліткову імпульсивність, тісно переплетену зі статевим дозріванням і бурхливими гормонами, зародження і еволюцію першого кохання, особливості спілкування хлопців та дівчат (тобто осіб протилежної статі). Іноді сексуальний підтекст приймає відверто вульгарні форми, перетікаючи в справжній сексуальний сарказм (як, наприклад, епізод зґвалтування Баччі-гу ведмедем). Але в більшості випадків еротизм аніме не переходить межу звичайної юнацької заклопотаності воєдино з сексуальними фантазіями.

### Фантастика
Крім комедійного підтексту в аніме зачіпаються і теми фантастичного характеру:
- Проблема подорожей у часі (за сюжетом Мідорі долає часові та просторові бар'єри, переміщаючись з тридцять першого століття у двадцять перше), а також усілякі тимчасові спотворення при втручанні персон майбутнього в життя об'єктів минулого;
- Питання фаталізму і спроба усвідомлення долі і фатуму як явища (втіленням долі є Рейко Морімура, яка перешкоджає спробам Юсуке та Мідорі з'єднатися один з одним, мотивуючи це тим, що їм не судилося бути разом — за сюжетом все виходить саме так: Мідорі повертається в рідну епоху, а Юсуке продовжує стосунки з Футабой);
- Містицизм і паранормальні явища (наприклад, Футаба Кутцукі володіє даром відчувати присутність дивних явищ або людей, а саме аніме є свідченням відданості концепції реінкарнації — Юсуке та Мідорі)

## Музика
Опенінг:
- «Guri Guri»

Вірші: milktub: Композиція: milktub: Аранжування: Такехіро Вакабе: Пісня: Хіромі Сато
Ендінг:

Кадри з аніме

- «Blue Sky» (青 空 Aozora?): Вірші: milktub: Композиція: milktub: Аранжування: Хітосі Фуджіма (Елементи саду): Пісня: YURIA

## Інше

### DVD-special
1. GreenGreen Character DVD #1 — Midori & Reika (9 хв., 19.11.2003)
2. GreenGreen Character DVD #1 — Midori Music Video (3 хв., 19.11.2003)
3. GreenGreen Character DVD #1 — Reika Music Video (4 хв., 19.11.2003)
4. GreenGreen Character DVD #2 — Futaba & Chigusa (10 хв., 17.12.2003)
5. GreenGreen Character DVD #2 — Futaba Music Video (4 хв., 17.12.2003)
6. GreenGreen Character DVD #2 — Chigusa Music Video (4 хв., 17.12.2003)
7. 3GreenGreen Character DVD #3 — Sanae & Wakaba (10 хв., 21.01.2004)
8. GreenGreen Character DVD #3 — Sanae Music Video (3 хв., 21.01.2004)
9. GreenGreen Character DVD #3 — Wakaba Music Video (3 хв., 21.01.2004)

### Ранобе
Усього за мотивами аніме було видано чотири томи ранобе.

## Цікаві факти
- Що Рейко взагалі робила у двадцять першому сторіччі? Адже вона була здивована прибуттям Мідорі в минуле, тобто зустріч Рейко і Мідорі була абсолютно випадковою, хоча вони, звісно, і були знайомі раніше.
- Поява Мідорі у двадцять першому сторіччі супроводжувалася грандіозним сяйвом, перш ніж двері автобусу відчинилися. Чому ніхто з персонажів аніме не згадує про цю обставину, хоча свідків там було безліч?